# 托爾角
77°27′S 169°14′E / 77.450°S 169.233°E
托爾角（英語：Towle Point），是南極洲的海岬，位於羅斯島東北端，處於郵政局山以北1.9公里，以美國研究隊的運輸船命名，現時由南極條約體系管理。